# Iona Emmanuilovics Jakir
Iona Emmanuilovics Jakir (oroszul: Иона Эммануилович Якир, Kisinyov, ma Chișinău, 1896. augusztus 3. – Moszkva, 1937. június 12.) szovjet katona, a Vörös Hadsereg tábornoka, az első világháború és a második világháború közötti időszak egyik legjelentősebb katonai reformere. Tuhacsevszkij marsallal együtt ő is a sztálini tisztogatások áldozata lett az úgynevezett Tuhacsevszkij-ügyben. 1957-ben rehabilitálták.

## Fiatalkora
Jakir Kisinyovban (ma Chișinău), Besszarábiában, a cári Orosz Birodalom területén született. Apja tehetős zsidó patikus volt. 1914-ben érettségizett az ottani reáliskolában, ám mivel a zsidók továbbtanulását államilag korlátozták, Jakir külföldön (Svájcban), a Bázeli Egyetemen tanult, kémia szakon. Az első világháború kitörésekor hazatért, és (tartalékosként) egy fegyvergyárban végzett esztergályosmunkát Ukrajnában, Odesszában. 1915–17-ben a Harkovi Műszaki Egyetem hallgatója volt. Hatással volt rá a háború, illetve Lenin tanai, így amikor 1917-ben hazatért szülővárosába, áprilisban belépett a bolsevik pártba. A Besszarábiai Kormányzósági Tanácsnak, a Kormányzósági Bizottságnak és a Forradalmi Bizottságnak is tagja lett. 1918 januárjától aktívan részt vett a bolsevikok besszarábiai hatalomátvételében. Amikor Románia fellépett Besszarábia visszaszerzése érdekében, Jakir és maroknyi serege fegyveres ellenállást tanúsított, de ezt hamar leverte a román reguláris hadsereg.

## Az orosz polgárháborúban
Jakir visszatért Ukrajnába, és a Vörös Hadsereg kínai hadosztályának[forrás?]  parancsnokaként harcolt a megszálló osztrák–magyar seregek ellen. 1918 márciusában Jekatyerinoszlavnál súlyosan megsebesült. A bolsevikok és a fehérek, illetve más bolsevikellenes erők között kitört polgárháborúban Jakir a bolsevik párt tagjaként vett részt a Voronyezsi területen; katonai karrierjét komisszárként kezdte. Mivel tehetségesnek bizonyult, századparancsnokká nevezték ki. 1918 októberében tagja lett a 8. hadsereg Forradalmi Tanácsának a Déli Fronton, és ezzel párhuzamosan több fontos hadműveletet is vezetett Pjotr Krasznov doni kozákokból álló serege ellen. Lenin parancsára ő hajtotta végre a kozák civil lakosság kitelepítését és a kozák civil férfilakosság közel felének kiirtását – azaz az osztályharc elméletében hívő Jakir, a Kommunista Párt többi tagjához hasonlóan, a vörösterrorban is aktív szerepet vállalt. Szolgálataiért – az elsőként kitüntetett Vaszilij Blücher után – az országban másodikként kapta meg a Szovjetunió akkor legmagasabbnak számító katonai kitüntetését, a Vörös Zászló érdemrendet (2-es jelöléssel).
1919 nyarán Jakirt Ukrajnába küldték, és kinevezték a 45. lövész hadosztály parancsnokává. 1919 augusztusában a 12. hadsereg Déli Csoportjának, így a 45. és az 58. lövész hadosztálynak is a parancsnoka lett. Mindkét odesszai hadosztályt körbevette a fehér hadsereg. Jakir ekkor a polgárháború egyik legeredetibb hadműveletét hajtotta végre: kitört a fehérek gyűrűjéből, és seregét mintegy 400 km-en át az ellenséges erők háta mögött vezetve Zsitomirnál egyesült a Vörös Hadsereg főseregével. Mivel (sok bolsevik parancsnokhoz hasonlóan) addig sosem részesült katonai képzésben, a hadművelet kidolgozásában a korábbi cári hadsereg tisztjei is segítették, ez azonban nem kisebbíti Jakir elméleti és gyakorlati érdemeit. A hadműveletért ő és mindkét hadosztálya megkapta a Vörös Zászló érdemrendet. Jakir részt vett a Nyikolaj Jugyenyics fehér serege által megtámadott Petrográd védelmében, Nesztor Mahno gerillavezér anarchista csapatainak leverésében, valamint a lengyel–szovjet háborúban. Háromszor kapta meg a Vörös Zászló érdemrendet (kétszer 1919-ben, illetve egyszer 1930-ban); ő lett a Vörös Hadsereg egyik legtöbbször kitüntetett parancsnoka.

## A Vörös Hadsereg reformja

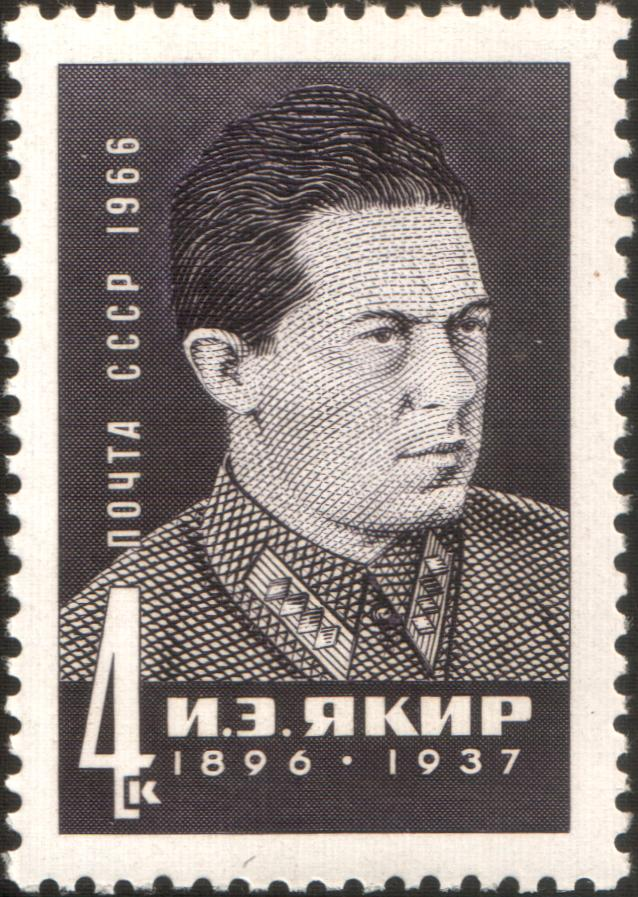
Jakir egy 1966-os szovjet bélyegen

A háború után Jakir hadsereg-alakulatokat vezényelt Ukrajnában. Szorosan együttműködött Mihail Frunzéval, és bekerült a Vörös Hadsereg azon fiatal, újító szellemű tisztjeinek szűk körébe, akik segítettek Frunze átfogó katonai reformjainak megvalósításában. E kör tagja volt Tuhacsevszkij is. A két fiatal tiszt barátságot kötött. 1924 áprilisában Jakirt egyszerre nevezték ki a Vörös Hadsereg alá tartozó Katonai Akadémiák Főigazgatóságának egyik vezetőjévé, illetve a hadseregreformot támogató és bemutató, havonta megjelenő katonai periodika, a Voennij vesztnyik (Katonai Közlöny) főszerkesztőjévé.
Frunze halála után, 1925 novemberében Jakir lett a Vörös Hadsereg egyik legerősebb szárazföldi alakulatának parancsnoka: ez volt az újonnan átszervezett Ukrán Katonai Körzet. Jakir, Tuhacsevszkijjel és más katonai reformerekkel együttműködve, különböző stratégiai, taktikai és hadműveleti eljárásokkal, alakulatokkal és felszerelésekkel kísérletezett a körzetben. A kiképzés során Jakir önálló kezdeményezések és döntések megtételére buzdította tisztjeit. 1928–29-ben Jakir a Szovjetunió és Németország közötti átfogó katonai együttműködés keretében a berlini Katonai Akadémián tanult. Innovatív hadászati szemlélete elismerésre talált német kollégái körében. Az első világháború híres német tábornagya, Paul von Hindenburg a világháború utáni időszak egyik legtehetségesebb katonai parancsnokának tartotta. A német tisztek kifejezett kérésére Jakir külön előadásokat tartott a polgárháborúról.
Körzetébe 1930-ban visszatérve Jakir tovább folytatta katonai reformjait. A világon az elsők között vezényelt egyszerre nagyméretű harckocsizó és légi alakulatokat. Bár ő maga nem foglalkozott hadelmélettel, támogatta Tuhacsevszkij tevékenységét a mélységi hadműveletek elméletének kidolgozásával kapcsolatban, amit a hadtörténészek a mai napig forradalmi jelentőségű katonai elméletnek tartanak. 1934-ben Jakir kérelmezte, hogy Tuhacsevszkij külön elméleti kurzusokat tarthasson a Vörös Hadsereg vezérkarának tagjai és a katonai körzetek parancsnokai számára, noha tisztában volt a Sztálin és Tuhacsevszkij között feszülő ellentéttel. Bosszúból Sztálin megkérte a honvédelmi népbiztosként működő Klim Vorosilovot, hogy vonja meg Jakirtól a Honvédelmi Népbiztosság Tanácsadó Bizottságában betöltött tagságát. 1935-ben, hogy csökkentsék Jakir befolyását, az Ukrán Katonai Körzetet kettéosztották: az egyik központja Kijev lett – itt Jakir maradt a parancsnok –, a másiké pedig Harkov.
1935 szeptemberében Jakir vezetésével nagyszabású hadgyakorlatra került sor Kijevben, a Kijevi és a Harkovi Katonai Körzet egységeinek részvételével. Az eseményről több ízben is címlapon számolt be a minisztérium hivatalos lapja, a Krasznaja zvezda (Vörös Csillag). A hadgyakorlat célja a mélységi hadműveletek és a legújabb hadi technológiák gyakorlati kipróbálása volt. Az eseményen 65 ezer alakulat, köztük 1888 ejtőernyős, 1200 harckocsizó és 600 légi alakulat vett részt. Az első olyan alkalmak közé tartozott a világon, amikor jelentős harckocsizó, légi és légi szállítású erők összehangolt mozgatására került sor. Az alakulatok közel 250 km hosszú és 200 km mélységű frontvonal mentén haladtak. A hadgyakorlatot a világ legfontosabb hadseregeinek képviselői is megtekintették. Lucien Loizeau francia tábornok a következő kijelentést tette: „A Vörös Hadsereg technikai színvonala láthatóan rendkívül magas. Nem kétséges, hogy a legközelebbi háborúban a szovjet katonák a legjobbak közé fognak tartozni. Az elkövetkező háború nehézségeinek elviselésére feltétlenül jobban fel vannak készülve, mint mások, és megvan bennük a fáradhatatlan kitartás képessége, ami kétségkívül a győzelem egyik legfontosabb tényezője lesz.” A német Wehrmacht a második világháborúra készülve a szovjetek hadi újdonságait másolta. A Frunze által megkezdett, majd Jakir, Tuhacsevszkij és más parancsnokok által folytatott reformoknak köszönhetően a Vörös Hadsereg korának  egyik legfejlettebb haderejévé vált. Ezen idő alatt Jakir rendszeresen előadott a Vörös Hadsereg Vezérkari Akadémiáján, ahol megismertette a hallgatókkal a legújabb hadi fejlesztéseket; tanítványai kiváló szónoknak és tanárnak tartották. 1935-ben, mindössze 39 évesen első osztályú komandarmmá (komandarm pervovo ranga, командарм 1-го ранга) léptették elő, ami a Szovjetunió marsallja után a második legmagasabb rendfokozat volt abban az időben a szovjet hadseregben.

## Politikai szerepvállalása

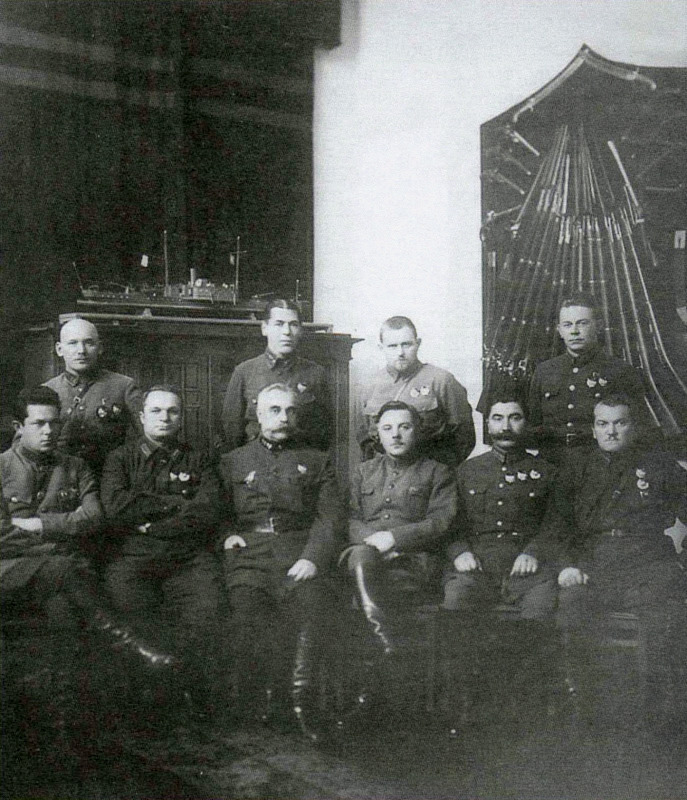
A Szovjetunió Forradalmi Katonai Tanácsának tagjai 1927 decemberében. Első (ülő) sor (balról jobbra): Iona Jakir, Alekszandr Jegorov, Szergej Kamenyev, Klim Vorosilov, Szemjon Bugyonnij, Mihail Levandovszkij; második (álló) sor: Konsztantyin Avkszentyevszkij, Borisz Saposnyikov, Ivan Belov, Ijeronyim Uborevics

Sztálin, hatalma megszilárdítására törekedve, 1925-ben jóváhagyta Jakir kinevezését az Ukrán Katonai Körzet élére. Mivel az iránta való bizalma nem volt teljes, arra utasította politikai szövetségesét, Lazar Kaganovicsot, hogy barátkozzon össze Jakirral, és jelentéseket írjon róla. Jakir a kommunizmus őszinte híveként aktívan részt vett a belpolitikában és a párt munkájában. Tagja volt a Moszkvában működő Központi Bizottságnak, illetve az Ukrán Kommunista Párt Politikai Bizottságának (Politbüró). Míg katonai vezetőként eredeti és független gondolkodás jellemezte, a szovjet politikában a párt lojális tagjaként, hithű sztálinistaként volt ismert.
Ez azonban nem mentesítette a gyanú alól. Sztálinnak nem állt érdekében egy önálló gondolkodású katonai vezetőség megléte – folyamatosan rettegett a puccstól. Noha látszólag barátságosan viselkedett Jakirral, valójában ki nem állhatta. Az 1936-ban megkezdődő tisztogatások során az NKVD Jakir több közeli munkatársát és beosztottját is letartóztatta. (Az eljárás a NKVD rutinjává vált a tisztogatások során: így hoztak létre hatalmi, szakmai és magánéleti vákuumot a valódi célszemély – jelen esetben Jakir – körül). Jakir azon kevés katonai csúcsvezetők egyike volt, aki fellebbezett, sőt (Moszkvába utazva) személyesen közbenjárt Vorosilovnál az érdekükben, az ártatlanságukat hangoztatva. Mivel mindez (és a parancsnok más lépései) egyértelműen jelezték a tisztogatások iránti ellenszenvét, ezzel csak még inkább maga ellen fordította Sztálint.

## Letartóztatása, tárgyalása és halála
1937. május 10-11-én a Vörös Hadseregben komoly felbolydulást keltett néhány jelentős személyi változás. Tuhacsevszkij marsallt leváltották honvédelmi népbiztos-helyettesi pozíciójából, és a katonai szempontból jelentéktelen Volgai Katonai Körzet élére nevezték ki. Ugyanekkor Jakirt is áthelyezték: Kijev helyett Leningrád lett az új állomáshelye, ez azonban (a Tuhacsevszkijjel történtekhez képest) korántsem volt egyértelmű lefokozás. Tuhacsevszkijt (immár az új állomáshelyén) május 22-én letartóztatták. Jakir épp egy konferencián vett részt a Kijevi Katonai Körzetben, amikor hírét vette az esetnek; a rendszerint vidám, tréfálkozó férfi feltűnően komor, levert és hallgatag lett ezek után, bár ezt többen is az áthelyezésének tulajdonították.
1937. május 31-én az NKVD letartóztatta és a moszkvai Lubjanka börtönbe szállította Jakirt, akit – Tuhacsevszkijhez és másik hat letartóztatott katonai vezetőhöz (Robert Eideman, Borisz Feldman, Avguszt Kork, Vitalij Primakov, Vitovt Putna és Ijeronyim Uborevics) hasonlóan – trockista, szovjetellenes tevékenységgel, illetve a náciknak való kémkedéssel vádoltak meg, és – az együttműködő Feldman kivételével – kegyetlenül megkínoztak. Jakir (amíg meg nem törték) mindvégig ártatlannak vallotta magát: Sztálinnak írt leveleiben és az 1937. június 11-én tartott tárgyalás során is. Noha (általánosságban) beismerte az összeesküvést, a tárgyaláson tagadta a kémkedés vádját, sőt amikor azt kérték tőle, hogy bővebben fejtse ki vallomása egyes pontjait, kijelentette, hogy az írásos vallomásán kívül nem tud többet mondani. Egyik utolsó Sztálinhoz írt levele (amelynek egy hosszabb, Zsukov által idézett változata is ismert – őszinte és szívhez szóló: „Becsületem és hűségem sosem szűnt meg a párt, az állam és a nép iránt... Az utolsó leheletemig becsületes katona vagyok, és az Ön, a párt és az ország iránti szeretettel az ajkamon, valamint a kommunizmus győzelme iránti töretlen hittel fogok meghalni.” Éles ellentétben állnak ezzel a Politbüró tagjai által a papírlapra firkált cinikus, társalgásnak is beillő kommentárok: „semmirekellő rohadék” (Sztálin), „tökéletes jellemzés!” (Vorosilov és Molotov); „ennek az áruló, szemét k****gnek csak egy büntetése lehet, mégpedig a kivégzés” (Kaganovics).
Jakirt és a másik hét főtisztet a tárgyalás után gyakorlatilag közvetlenül, fellebbezéseik elolvasása nélkül, 1937. június 12-én kora hajnalban agyonlőtték; a kivégzést a Lubjanka főhóhérára, a hírhedt Vaszilij Blohinra bízták. A holttesteket azonnal elégették, a hamvakat a Donszkoj-kolostor udvarán ásott tömegsírba szórták. Jakir családtagjait, ahogyan az más politikai elítéltek esetében is szokás volt, azonnal kivégezték – így például az öccsét, Morisz Emmanuilovicsot (1902–1937) –, illetve a Gulagra küldték: a húga, Izabella Emmanuilovna (1900–1986) tíz, míg a felesége, Szarra Lazarevna (1900–1971) és akkor mindössze 14 éves fia, Pjotr Ionovics (1923–1982) közel húsz évet töltöttek kényszermunkatáborokban. Jakir katonai tárgyú műveit betiltották. És hogy az elítélt tábornokok erkölcsi megsemmisítése is teljes legyen: az újságokban hazaárulóknak nevezték őket, a kivégzésüket üdvözlő cikkek alatt pedig neves szovjet művészek neve szerepelt – akár valóban aláírták a nyilatkozatot, akár nem (utóbbiak közé tartozott pl. Borisz Paszternak is).

## Emlékezete

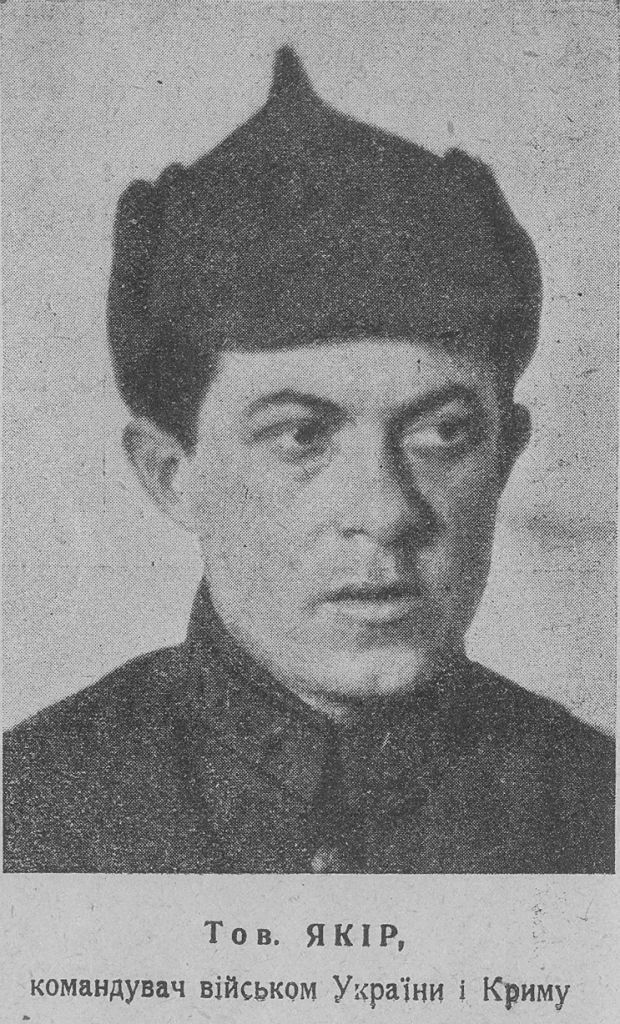
A Vszevit (Világegyetem) c. ukrán újság 1926-os kiadásában látható kép

Jakir megítélése a mai napig igen vegyes. A polgárháború ifjú parancsnokaként eltúlzott erőszakkal (lángszórókkal, géppuskákkal) lépett fel a civil ellenállókkal, illetve a kozákokkal szemben, és a rekvirálásban is részt vett. Később, a sztálini kollektivizálás idején aktív résztvevője volt a termények és állatok erőszakos elvételének, és szintén fegyverrel torolta meg az éhező parasztok tiltakozását. Ukrajnában sokan a mai napig személyesen teszik felelőssé az 1932–33-as éhínség kialakulásáért. Ha mindez nem lenne elég, Sztálin szemében bizonnyal szálka volt zsidó származása, illetve az, hogy a polgárháború  alatt és után (már csak a családi ismeretség miatt is) sokáig a gyűlölt Trockij mellett állt. Jakir néhány személyes tulajdonsága is zavarta a puritán vezért: hogy nem titkoltan luxusban élt Kijevben (a Mezsihirja rezidencia egyik palotájában), hogy dácsákat adott bérbe, és hogy katonai karrierje mellett jelentős kereskedelmi tevékenységet is folytatott.
Katonai reformerként azonban megkerülhetetlen. Jakir az utolsó leheletéig a Vörös Hadsereg fejlesztésén munkálkodott: 1937. június 10-én, a halála előtt 2 nappal hosszú levelet írt a belügyi népbiztosnak, Nyikolaj Jezsovnak a hadsereggel kapcsolatos megfigyeléseiről és a fontos teendőkről. Kivégzése után Sztálin bosszúja a tanítványait és beosztottjait is elérte. Korai halálával torzóban maradt életművét (reformok, a gerillaharcra való felkészülés stb.) a túlélők közül jó ideig senki sem merte folytatni. Amikor Németország 1941 júniusában lerohanta a Szovjetuniót, a támadás teljesen váratlanul érte és megbénította a Vörös Hadsereget, mivel nem rendelkezett sem az ellencsapáshoz szükséges ismeretekkel, sem felkészült, tapasztalt szakemberekkel. A szovjet fél rendkívül súlyos területi és emberéletben mérhető veszteséget szenvedett, mielőtt visszanyúlt volna a Jakir és társai által kidolgozott újszerű eljárásokhoz. Jakir azon tanítványai, akik túlélték a tisztogatást, szakértelmükkel jelentősen hozzájárultak a Szovjetuniónak a német haderő felett aratott győzelméhez, köztük Alekszej Antonov, a Vörös Hadsereg vezérkari főnöke, Andrej Jerjomenko és Ivan Csernyahovszkij frontparancsnokok, valamint Alekszandr Gorbatov hadseregparancsnok.
A Hruscsov által megkezdett desztalinizáció során Jakirt 1957. január 31-én rehabilitálták. Síremléke a moszkvai Vvegyenszkoje (Német)-temetőben áll.

## Fordítás
- Ez a szócikk részben vagy egészben a Iona Yakir című angol Wikipédia-szócikk ezen változatának fordításán alapul.  Az eredeti cikk szerkesztőit annak laptörténete sorolja fel. Ez a jelzés csupán a megfogalmazás eredetét és a szerzői jogokat jelzi, nem szolgál a cikkben szereplő információk forrásmegjelöléseként.